# Bill Cleary
William John „Bill“ Cleary junior (* 19. August 1934 in Cambridge, Massachusetts) ist ein ehemaliger US-amerikanischer Eishockeyspieler, -trainer und -funktionär. Bei den Olympischen Winterspielen 1960 gewann er als Mitglied der US-amerikanischen Nationalmannschaft die Goldmedaille. Sein Bruder Bobby Cleary wurde ebenfalls 1960 Olympiasieger im Eishockey.

## Karriere
Bill Cleary begann seine Karriere als Eishockeyspieler an der Harvard University, die er von 1953 bis 1955 besuchte, während er parallel für deren Eishockeymannschaft in der National Collegiate Athletic Association spielte. In der Saison 1969/70 war er Assistenztrainer der Herrenmannschaft an der Harvard University, von 1972 bis 1990 war er deren Cheftrainer. In den Jahren 1983 und 1987 gewann er mit der Harvard University jeweils die Meisterschaft der ECAC Hockey sowie 1989 die NCAA-Meisterschaft. Von 1990 bis 2001 war Cleary Athletic Director an der Harvard University.
Für seine sportlichen Leistungen erhielt Cleary zahlreiche Auszeichnungen. Zunächst wurde er 1976 in die United States Hockey Hall of Fame aufgenommen. 1993 erhielt er den Hobey Baker Legends of College Hockey Award für seinen Beitrag zum College-Eishockey. 1997 erhielt er die Lester Patrick Trophy für seine Verdienste um das Eishockey in den USA und im selben Jahr folgte die Aufnahme in die IIHF Hall of Fame. Ihm zu Ehren erhält der Meister der regulären Saison der ECAC Hockey den Cleary Cup.

### International
Für die USA nahm Cleary an den Olympischen Winterspielen 1956 in Cortina d’Ampezzo und 1960 in Squaw Valley teil. Bei den Winterspielen 1956 gewann er mit seiner Mannschaft die Silber-, bei den Winterspielen 1960 die Goldmedaille.

## Erfolge und Auszeichnungen
| - 1976 Aufnahme in die United States Hockey Hall of Fame - 1983 Whitelaw-Cup-Gewinn mit der Harvard University - 1987 Whitelaw-Cup-Gewinn mit der Harvard University - 1989 NCAA-Division-I-Championship mit der Harvard University | - 1993 Hobey Baker Legends of College Hockey Award - 1997 Lester Patrick Trophy - 1997 Aufnahme in die IIHF Hall of Fame |

### International
- 1956 Silbermedaille bei den Olympischen Winterspielen
- 1960 Goldmedaille bei den Olympischen Winterspielen